# Les Belles Lettres
Les Belles Lettres (mit vollständigem Namen Société d’Édition Les Belles Lettres) ist ein französischer Verlag mit Sitz in Paris.
Der Verlag ist auf die Publikation wissenschaftlicher Literatur spezialisiert und ist seit den Anfangsjahren vor allem dank seiner Buchreihe mit der Edition antiker Autoren bekannt geworden. Die Gründung des Verlages erfolgte nach dem Ersten Weltkrieg in Verbindung mit der Association Guillaume Budé, einer Gelehrtengesellschaft, die sich die Verbreitung der antiken Kultur und Literatur zum Ziel gesetzt hat. Die bis heute bekannteste Publikationsreihe des Verlages besteht denn auch aus der Collection des Universités de France (abgekürzt CUF oder auch Collection Budé genannt), einer Sammlung textkritischer Ausgaben griechischer und lateinischer Schriftsteller samt französischer Übersetzung. Der erste Band dieser Reihe erschien 1920 bestehend aus einer neuen Edition des Hippias minor von Platon, herausgegeben von Maurice Croiset. Heutzutage zählt die Reihe circa 750 Titel. Das Verlagsprogramm umfasst weiterhin Publikationen aus dem Gebiet der Philosophie, der Geschichte, Antike, Mittelalter und Renaissance, die teilweise in Buchreihen wie Classiques de l’histoire au Moyen Âge oder Classiques de l’Humanisme erscheinen. Der Verlag vertreibt darüber hinaus so renommierte periodische Publikationen wie die Année Philologique oder die Revue des Études Latines.
Angeschlossen ist dem Verlag eine Verlagsbuchhandlung am Boulevard Raspail im VI. Pariser Arrondissement.